# Havasi boglárka
A havasi boglárka (Ranunculus alpestris) a boglárkavirágúak (Ranunculales) rendjébe, ezen belül a boglárkafélék (Ranunculaceae) családjába tartozó faj.

## Előfordulása
A havasi boglárka elterjedési területe a Pireneusok, az Alpok, az Appenninek és a Kárpátok.

## Megjelenése
A havasi boglárka 5-15 centiméter magas, felálló szárú, évelő növény. Kerekded vagy vese alakú, hosszú nyelű, fényes zöld tőlevelei 3-5 karéjosak, a karéjok széle durván csipkés vagy bevagdalt. Az 1-3 szárlevél ép vagy karéjos, szálas cimpákkal. A virágok 20-25 milliméter szélesek, 5 fehér, csúcsán kissé kicsípett, fordított szív alakú szirommal; a csészelevelek zöldesek, kopaszok, a szirmoknál rövidebbek, elvirágzás után azokhoz hasonlóan lehullanak; a vacok kopasz. A szár egyvirágú.

## Életmódja
A havasi boglárka 1300-3000 méter magasságban, meszet is tartalmazó, nyers talajokon nő, ott, ahol hosszú ideig tart a hótakaró. Nyílt gyepekben, főleg nyirkos, nedves helyeken fordul elő és gyakori. A virágzási ideje júniustól szeptember végéig tart.

## Képek

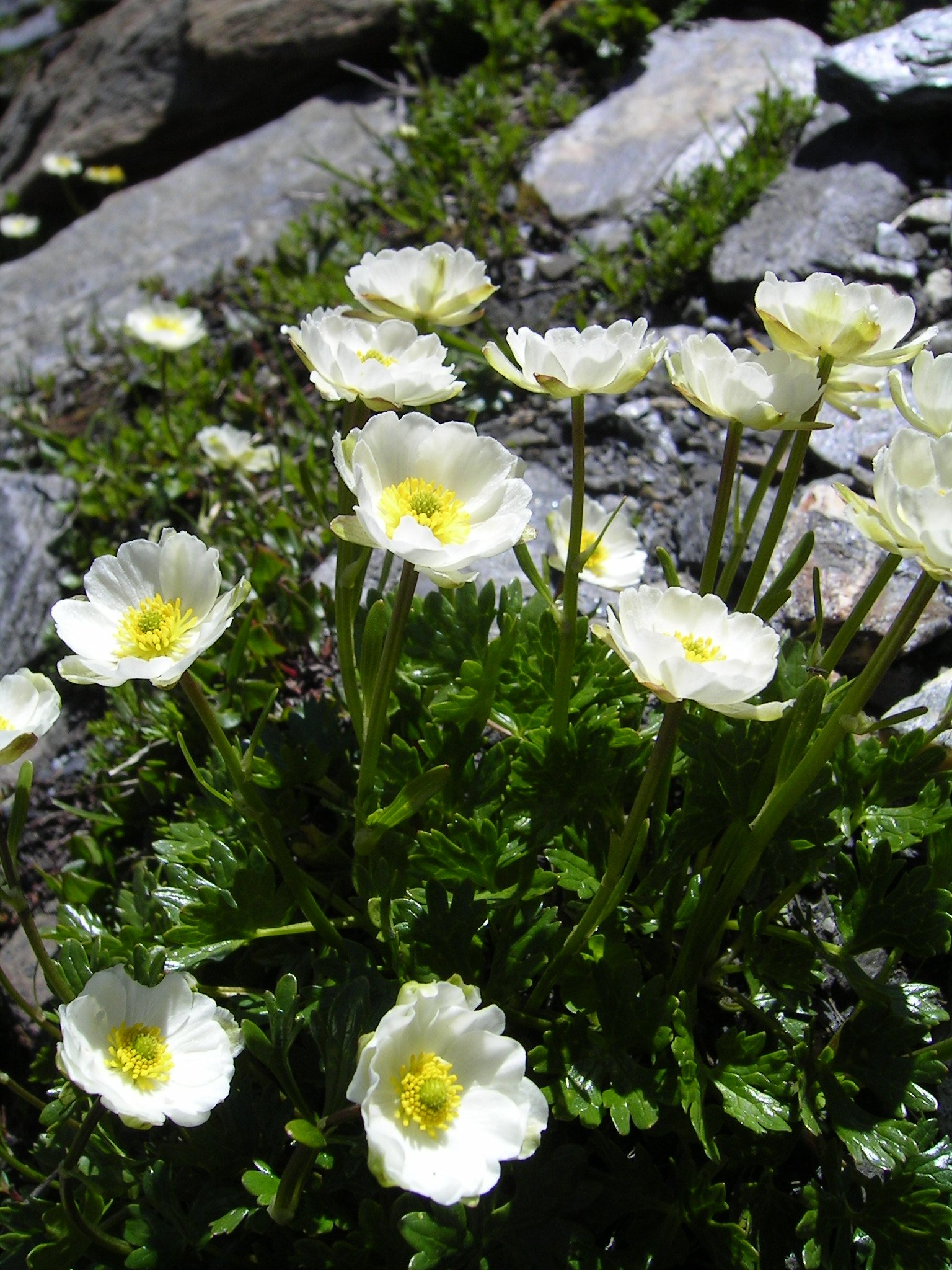
A természetes élőhelyükön
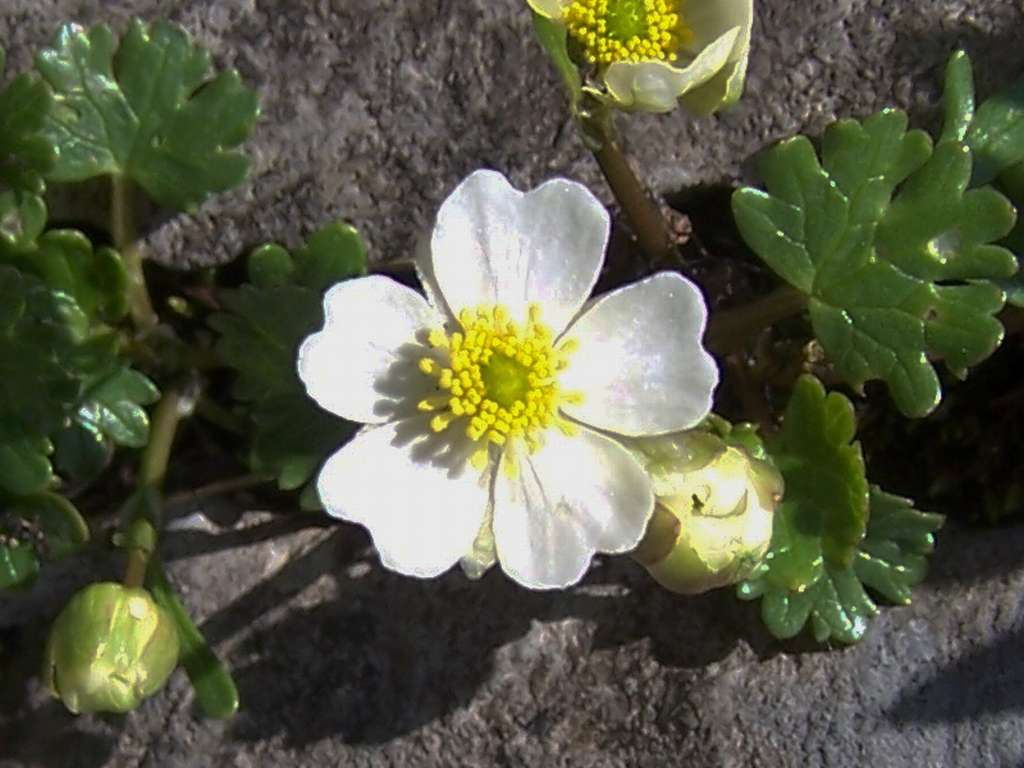
Virága
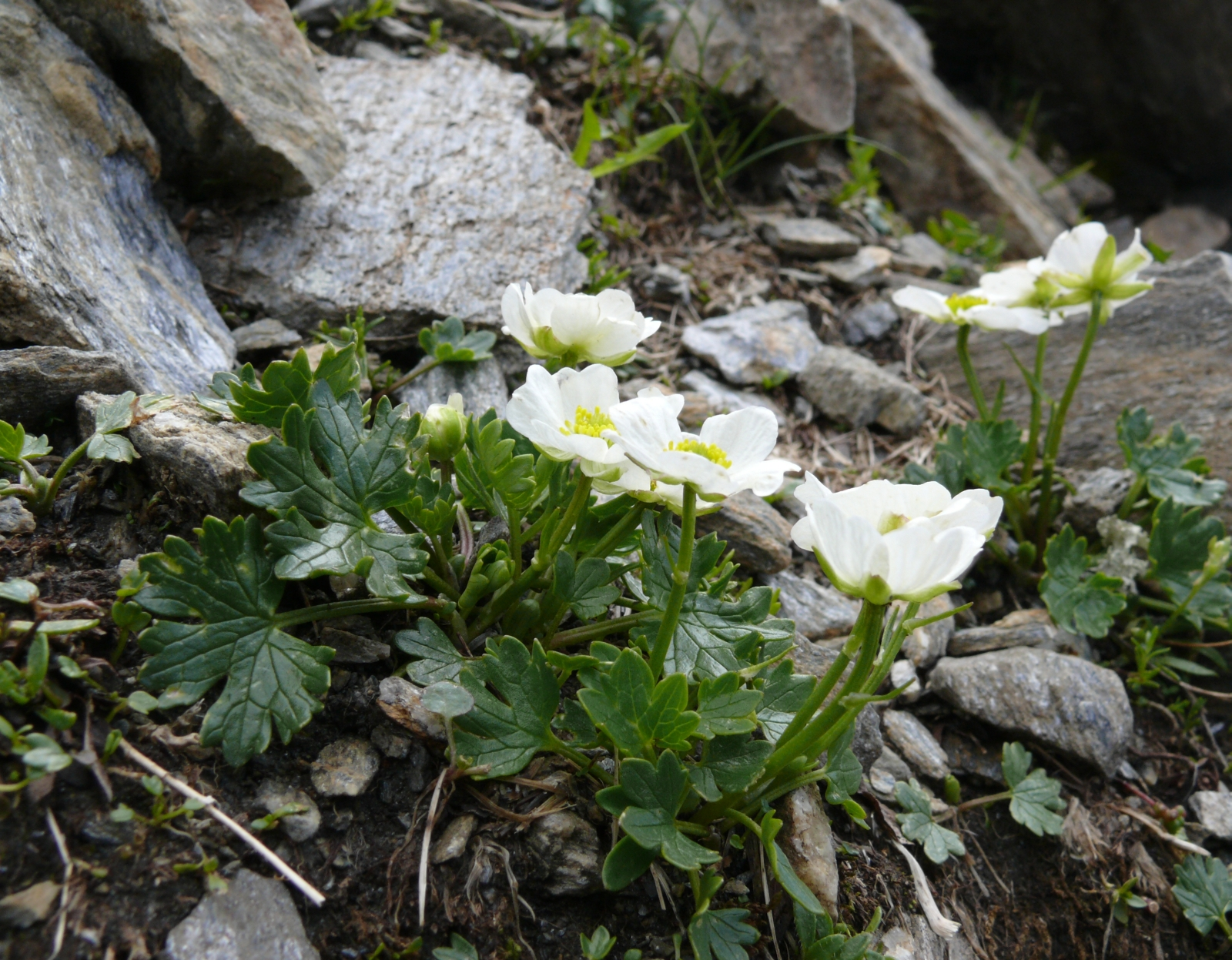
Havasi boglárka mező
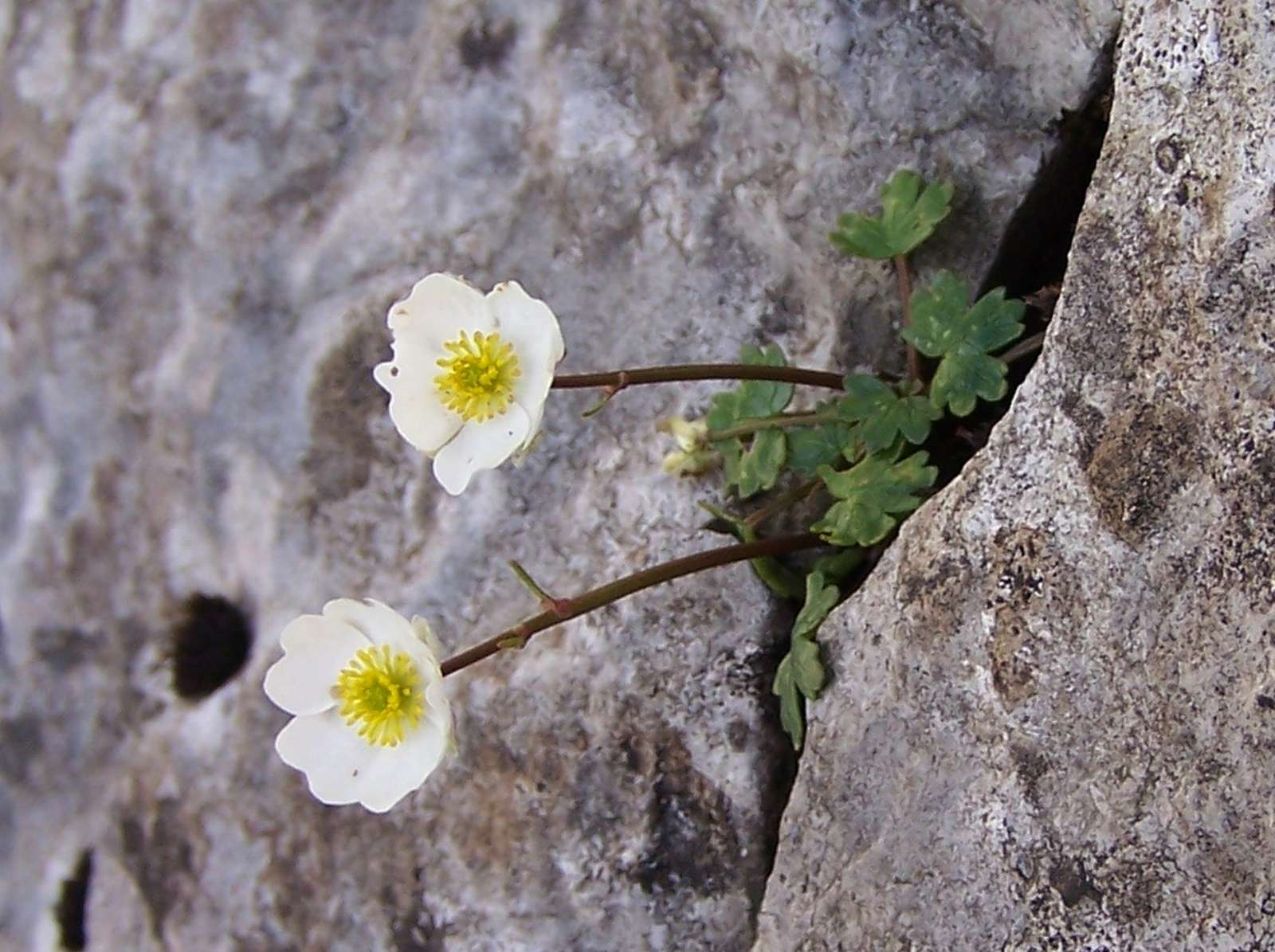
A sziklából kinőve
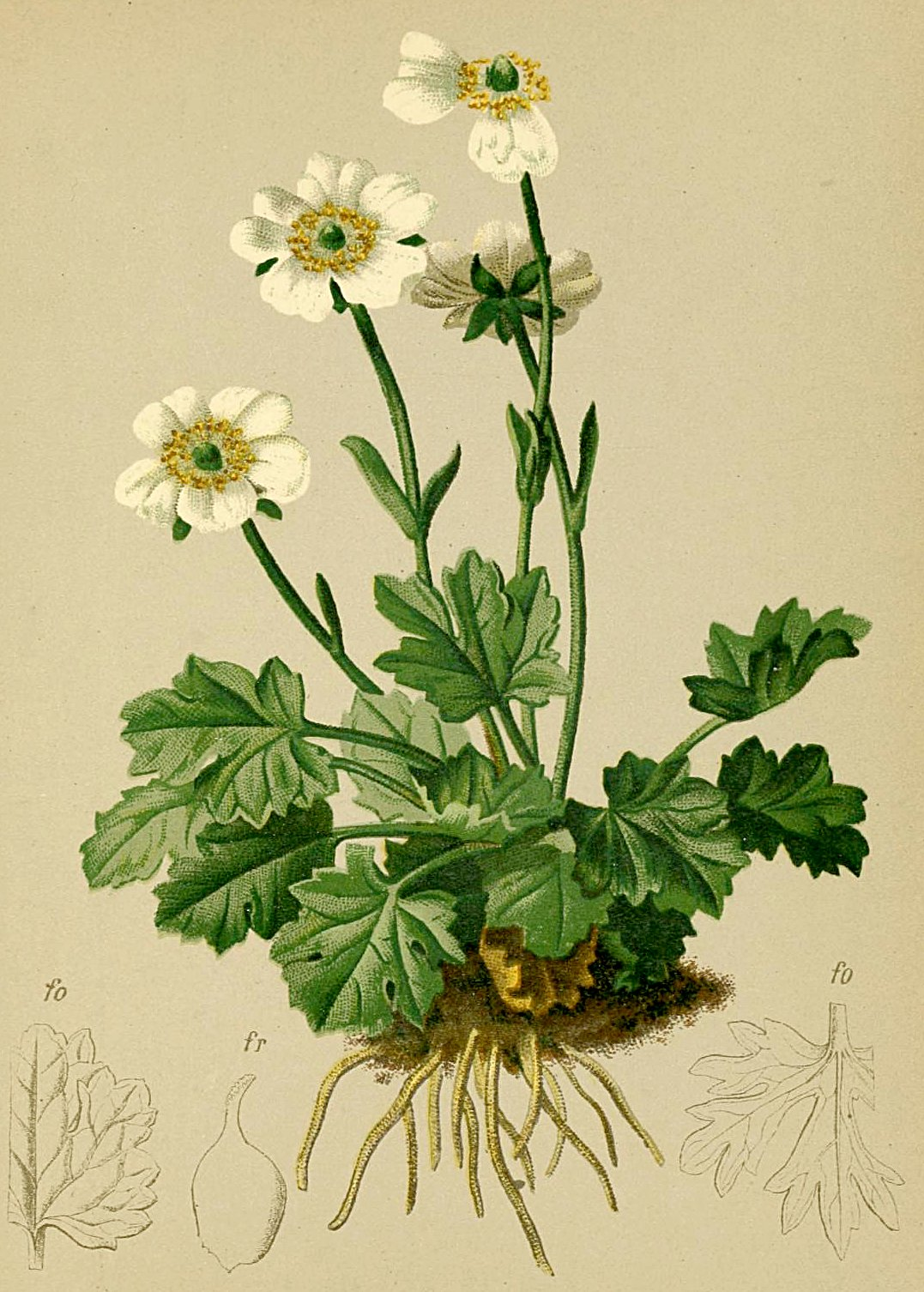
Rajz a növényről